# 東出祐一郎
東出 祐一郎（ひがしで ゆういちろう、1978年7月30日 - ）は、日本のゲームシナリオライター、ライトノベル作家、脚本家。元propeller所属。現在はフリーランス。石川県出身。

## 人物
大学を卒業後、一般企業で会社員をしていたが、学生時代より親交のあった荒川工の誘いにより、propellerに初期メンバーとして参加。荒川の退職後は同ブランドの責任者を務めていた。
『あやかしびと』のヒットで注目を浴びた。
また、熱烈なゾンビマニアであることでも知られている。
同業者であるTYPE-MOONやニトロプラスのスタッフとの親交が深く、特にニトロプラス所属であった鋼屋ジンとは彼が二次創作の個人サイトを運営していた頃からの友人である。鋼屋と共に考案したSS企画『吸血大殲』は『月姫』、『HELLSING』、『吸血殲鬼ヴェドゴニア』などの作品の世界観を取り入れたクロスオーバーSSであり、彼の執筆分は同人誌として全4巻で単行本化されている。

## 主な作品

### ゲーム
- てこいれぷりんせす! 〜僕が見えない君のため〜（2004年9月17日、一部シナリオ）
- あやかしびと（2005年6月24日、企画・シナリオ）
- テンプテーション・オブ・フレグランス（あやかしびとお返しディスク「あやかしばん」収録、2005年10月、シナリオ）
- PRINCESS WALTZ（2006年4月28日、一部シナリオ）
- あやかしびと -幻妖異聞録-（PS2版・2006年8月31日、PSP版・2009年3月19日、シナリオ）
- Bullet Butlers（2007年7月27日、企画・シナリオ）
- クロノベルト-あやかしびと&BulletButlersクロスオーバーディスク-（2008年5月23日、企画・シナリオ）
- エヴォリミット（2010年5月28日、企画・シナリオ）
- 東京バベル（2012年8月31日、企画・シナリオ）
- Fate/Grand Order（2015年、シナリオ）
- BATTLE OF BLADES (2017年、シナリオ)
- Fate/EXTELLA LINK（2018年、シナリオ）
- Fate/Samurai Remnant（2023年、ストーリー監修[1]・シナリオ[2]）

### 小説
- Bullet Butlers（2007年11月 - 2008年1月 ガガガ文庫、全2巻） - 原作：propeller
- ケモノガリ（2009年7月 - 2014年6月 ガガガ文庫、全8巻）
- 小夜音はあくまで小悪魔です!?（2012年2月 - 2012年12月 講談社ラノベ文庫、全3巻）
- Fate/Apocrypha（2012年12月 - 2014年12月 TYPE-MOON BOOKS / 2019年9月 - 2020年3月 角川文庫、全5巻） - 原作：TYPE-MOON
- オーギュメント・アルカディア（2013年3月 朝日ノベルズ）
- クインテット・ファンタズム（2014年8月 - 2015年1月 富士見ファンタジア文庫、全2巻）
- デート・ア・ライブ フラグメント デート・ア・バレット（2017年3月 - 2022年1月 富士見ファンタジア文庫、全8巻） -  原案・監修：橘公司

アンソロジー収録
- 「ウォルシュ家攻防戦」（2017年10月 マッグガーデン・ノベルズ 『小説 魔法使いの嫁 銀糸篇』収録）
- 「精霊ブイアール」（2022年1月 富士見ファンタジア文庫　『小説 デート・ア・ライブ　アナザールート』収録）

雑誌掲載
- あやかしびと短編読切「狗二匹　猿二匹」（『TECH GIAN』2005年8月号掲載）
- あやかしびと短編連載（全3回）
  - 「蘇生視線」（『TECH GIAN』2005年9月号掲載）
  - 「Gun Blade Gun」（『TECH GIAN』2005年10月号掲載）
  - 「自動人形」（『TECH GIAN』2005年11月号掲載）
- クロノベルト短編連載（全3回）
  - 「歪んだ愛の末路」（『TECH GIAN』2008年10月号掲載）
  - 「虚飾の女王」（『TECH GIAN』2008年11月号掲載）
  - 「クロスアングル」（『TECH GIAN』2008年12月号掲載）
- エヴォリミットショートストーリー集「閑話続行」（全4回）
  - 「大怪盗ストレイキャッツアイ・オブ・ザ・グレイタイガー」（『TECH GIAN』2010年3月号掲載）
  - 「新人風紀委員の何でもない一日」（『TECH GIAN』2010年4月号掲載）
  - 「ねこ、ふたたび」（『TECH GIAN』2010年5月号掲載）
  - 「フルメタるテキスト」（『TECH GIAN』2010年6月号掲載）
- Fate/Grand Order 英霊伝承
  - 「Fate/Grand Order 英霊伝承 〜アステリオス〜」（『TYPE-MOONエース』VOL.11掲載）
  - 「Fate/Grand Order 英霊伝承 〜荊軻〜」（『Fate/Grand Order カルデアエース』掲載）

その他
- エヴォリミットショートストーリー「何でも無い一日」（前編は店頭配布用チラシに掲載、後編はpropeller公式サイトに掲載）
- Fate/Apocrypha
  - 「Blank space」（Fate/Apocrypha Blu-ray Disc Box I【完全生産限定版】特典）
  - 「Side of Survivor」（Fate/Apocrypha Blu-ray Disc Box II【完全生産限定版】特典）
- 「慶安盈月食録」（『Fate/Samurai Remnant TREASURE BOX』収録） - 共著：桜井光

### 漫画
- ジャッジメント・オーバーマン〜放課後の結社〜 （作画：九二枝、キャラクター原案：中央東口、『月刊ドラゴンエイジ』2011年12月号 - 2013年8月号連載、ドラゴンコミックスエイジ 全3巻）

### アニメ
- がっこうぐらし!（2015年、脚本）
- Fate/Apocrypha（2017年、シリーズ構成・脚本）
- 警視庁 特務部 特殊凶悪犯対策室 第七課 -トクナナ-（2019年、シリーズ構成・脚本）
- Fate/Grand Order -絶対魔獣戦線バビロニア-（2020年、脚本）
- デート・ア・バレット（2020年、脚本）
- とーとつにエジプト神（2020年、シリーズ構成・脚本）
- とーとつにエジプト神2（2023年、シリーズ構成・脚本）
- 16bitセンセーション ANOTHER LAYER（2023年、脚本）
- 魔導具師ダリヤはうつむかない（2024年、シリーズ構成[3]）

### ドラマCD
- あやかしびと ドラマCD Vol.1 「THE DAY AFTER TOMORROW IN カミサワ――我々は、閉じ込められた」（2005年10月3日）
- あやかしびと ドラマCD Vol.2 「幻燈夏 -げんとうか-」（2006年8月25日）
- 羊でおやすみシリーズ　番外編 俺は眠くなーい（honeybee、2007年12月7日）
- 羊でおやすみシリーズ　特別編 モテるオヤジのときめきベッドルーム（honeybee、2008年4月25日、一部シナリオ）
- クロノレディオ 〜あやかしびと＆Bullet Butlersキャラクターズ合同擬似ラジオ番組〜（2008年5月23日）
- クロノベルト ドラマCD「Crouching Tiger/Wonderful after」（2008年9月12日）
- エヴォリミット ドラマCD「Summer Snow」（2010年8月13日）

### アンソロジー
- 「Fate/Zero アナザーストーリー -Heart of Freaks-」（Fate/Zero画集「Fate/Zero Tribute Arts -死にゆく者への祈り-」収録、2008年12月28日）
- 「劇場版 装甲悪鬼村正」（装甲悪鬼村正公式アンソロジー「装甲悪鬼村正 邪念編」収録、2010年8月13日）

### その他
ピクチャードラマ
- 「火星の空、水着の夏」（エヴォリミット初回限定版特典DVD「火星オーバードライブ」に収録）
- 「エスニックブラックジョーカー」（エヴォリミット初回限定版特典DVD「火星オーバードライブ」に収録）

事典
- 「ゲームシナリオのためのSF事典　知っておきたい科学技術・宇宙・お約束110」（「ポスト・アポカリプス」「バイオハザード」の2項目を執筆、2011年4月9日発売）